# Cryptoparachtes charitonowi
Cryptoparachtes charitonowi is een spinnensoort in de taxonomische indeling van de celspinnen (Dysderidae).
Het dier behoort tot het geslacht Cryptoparachtes. De wetenschappelijke naam van de soort werd voor het eerst geldig gepubliceerd in 1972 door Mcheidze.